# Túnel de Cerro de Berroy
El túnel de Cerro de Berroy es un túnel carretero de España que perfora la sierra de Cancias. Forma parte del nuevo tramo carretero Sabiñánigo-Fiscal por Yebra de Basa, de la  N-260 . Mide 170 metros.

## Descripción
Es la 2.ª obra más emblemática tras el túnel de Pedralba (2598 m). Este nuevo tramo, de unos 23 km, se ha concebido como el cierre del eje pirenaico (Cantábrico-Mediterráneo /  A-21  +  N-260 ) y su apertura conllevará un ahorro cercano a los 23 km al evitar tener que ir hasta Broto y Biescas. Además, también se evitan numerosas travesías y el complicado puerto de Cotefablo, el cual además de tener una carretera muy estrecha y sinuosa presenta frecuentes problemas de tránsito en invierno debido a su gran altitud (1423 msm), además está coronado por el túnel del Cotefablo que es muy antiguo y estrecho. El tramo Sabiñánigo-Fiscal se denomina N-260, mientras que el paso por el Cotefablo se denomina N-260a. Las primeras planificaciones de este tramo carretero datan de 1936.
Las obras de la Sabiñánigo-Fiscal comenzaron en 2003 y finalizaron a finales de 2010 o a principios de 2011. La obra que atraviesa entornos de especial interés ecológico presentó numerosos retrasos por paros biológicos a los que pronto se sumaron los graves problemas en las perforaciones de los túneles de Pedralba y Cerro de Berroy.

## Características
El túnel de Cerro de Berroy es un moderno túnel carretero monotubo de doble carril que perfora la sierra de Cancias. Tiene 163 m de longitud. Dispone de una calzada de 7 metros con dos carriles y arcenes de 1,5 metros.